# کلیرفیلد (آیووا)
کلیرفیلد (به انگلیسی: Clearfield) شهری در ایالت آیووا کشور ایالات متحده آمریکا است که جمعیت آن در سرشماری سال ۲۰۱۰ میلادی، ۳۶۳ نفر بوده‌است.